# Body

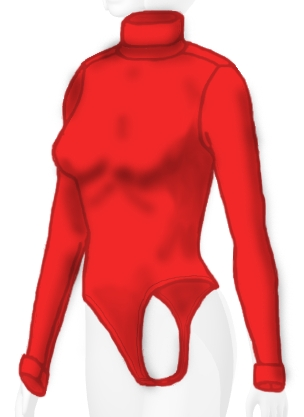
Body w wersji dla kobiet

Body – rodzaj elastycznej, jednoczęściowej i obcisłej kobiecej bielizny noszonej do m.in. spódnic i spodni. Popularność body wśród kobiet spowodowała pojawienie się również body w wersji dla mężczyzn.